# Bernie Scherer
Bernard Joseph „Bernie“ Scherer (* 28. Januar 1913 in Spencer, Nebraska, USA; † 17. März 2004 in Sun City, Arizona) war ein US-amerikanischer American-Football-Spieler. Er spielte als End sowohl in der Offense, als auch in der Defensive Line in der National Football League (NFL) bei den Green Bay Packers und den Pittsburgh Pirates.

## Spielerlaufbahn
Bernie Scherer studierte von 1933 bis 1935 an der University of Nebraska-Lincoln. Er lief für deren Footballmannschaft, den Nebraska Cornhuskers als End auf. 1933 und 1935 konnte er mit seinem Team die Big Six Conference gewinnen. Für seine sportlichen Leistungen wurde Scherer von seinem College dreimal ausgezeichnet. Im Jahr 1936 wurde er von den Green Bay Packers in der dritten Runde an 25. Stelle gedraftet. Die Mannschaft wurde von Curly Lambeau betreut und hatte zahlreiche spätere Mitglieder in der Pro Football Hall of Fame wie Arnie Herber oder Don Hutson in ihren Reihen. Scherer gewann in seiner Rookiesaison mit den Packers zehn von zwölf Spielen. Die Mannschaft zog mit dieser Leistung in das NFL-Meisterschaftsspiel ein, wo man auf die von Ray Flaherty trainierten Boston Redskins traf. Die Mannschaft aus Green Bay konnte das Spiel mit 21:6 gewinnen. Im Jahr 1938 konnte die Mannschaft von Scherer nach acht Siegen aus elf Spielen erneut in das Endspiel einziehen. Diesmal verließ das Team allerdings als Verlierer das Spielfeld. Die von Steve Owen trainierten New York Giants hatten sich mit 23:17 durchgesetzt. Im Jahr 1939 wechselte Scherer zu den Pittsburgh Pirates, wo sein ehemaliger Mitspieler bei den Packers John McNally als Trainer unter Vertrag stand, der aber im Laufe der Saison von Walt Kiesling abgelöst wurde. Das Spieljahr lief für Scherer nicht erfolgreich. Er beendete nach dieser Spielrunde seine Spielerkarriere.

## Nach der Laufbahn
Bernie Scherer schloss sich der US Army an. Er diente im Zweiten Weltkrieg, im Koreakrieg, sowie im Vietnamkrieg und wurde als Colonel pensioniert. Bernard Scherer ist auf dem National Memorial Cemetery of Arizona in Phoenix beerdigt.

## Quelle
- Jens Plassmann: NFL – American Football. Das Spiel, die Stars, die Stories (= Rororo 9445 rororo Sport). Rowohlt, Reinbek bei Hamburg 1995, ISBN 3-499-19445-7.